# Scene da un matrimonio (miniserie televisiva 2021)
Scene da un matrimonio (Scenes from a Marriage) è una miniserie televisiva statunitense creata e diretta da Hagai Levi. 
È il remake in lingua inglese dell'omonima miniserie svedese del 1973 di Ingmar Bergman e ha debuttato il 12 settembre 2021. Ha come protagonisti Oscar Isaac e Jessica Chastain nei ruoli che furono di Erland Josephson e Liv Ullmann.

## Trama
Adattamento della miniserie svedese, focalizzandosi su di una coppia americana contemporanea.

## Puntate
| nº | Titolo originale                                                    | Titolo italiano                                                     | Prima TV USA      | Prima TV Italia   |
| -- | ------------------------------------------------------------------- | ------------------------------------------------------------------- | ----------------- | ----------------- |
| 1  | Innocence and Panic                                                 | Innocenza e panico                                                  | 12 settembre 2021 | 20 settembre 2021 |
| 2  | Poli                                                                | Poli                                                                | 19 settembre 2021 | 27 settembre 2021 |
| 3  | The Vale of Tears                                                   | La valle di lacrime                                                 | 26 settembre 2021 | 4 ottobre 2021    |
| 4  | The Illiterates                                                     | Gli analfabeti                                                      | 3 ottobre 2021    | 11 ottobre 2021   |
| 5  | In the Middle of the Night, in a Dark House, Somewhere in the World | Nel mezzo della notte, in una casa buia, in qualche parte del mondo | 10 ottobre 2021   | 18 ottobre 2021   |

## Personaggi e interpreti

### Principali
- Jonathan, interpretato da Oscar Isaac, doppiato da Gabriele Sabatini.
Professore di filosofia, pronto a tutto pur di tenere intatta la sua relazione con Mira.
- Mira, interpretata da Jessica Chastain, doppiata da Chiara Gioncardi.
Ambiziosa vicepresidente del product management all'Horizon, insoddisfatta del suo matrimonio con Jonathan.

### Ricorrenti
- Kate, interpretata da Nicole Beharie, doppiata da Alessia Amendola.
Web designer e amica di lunga data di Mira.
- Peter, interpretato da Corey Stoll, doppiato da Guido Di Naccio.
Marito di Kate che lotta con le conseguenze della loro relazione aperta.
- Danielle, interpretata da Sunita Mani, doppiata da Gemma Donati.
Dottoranda in studi di genere e psichiatria che intervista Jonathan e Mira per una ricerca sui matrimoni monogami.
- Ava, interpretata da Sophia Kopera.
Figlia di quattro anni di Mira e Jonathan.

## Produzione
Nel luglio 2020 è stato annunciato che HBO aveva dato il via alla produzione di una miniserie con Hagai Levi alla regia e alla sceneggiatura e Oscar Isaac e Jessica Chastain come produttori esecutivi.
La lavorazione è iniziata a New York nell'ottobre 2020, ed è stata sospesa per due settimane dopo che due membri del personale della produzione erano risultati positivi al test per il COVID-19.

## Distribuzione
Le cinque puntate della miniserie sono state presentate in anteprima alla 78ª Mostra internazionale d'arte cinematografica di Venezia fuori concorso il 4 settembre 2021. La miniserie ha debuttato negli Stati Uniti su HBO il 12 settembre 2021. In Italia è stata trasmessa dal 20 settembre al 18 ottobre 2021 su Sky Atlantic.

## Accoglienza
Sull'aggregatore di recensioni Rotten Tomatoes la miniserie ottiene il 81% delle recensioni professionali positive, con un voto medio di 7.50 su 10 basato su 48 critiche, mentre su Metacritic ha un punteggio di 70 su 100 basato su 26 recensioni.

## Riconoscimenti
- 2022 - Golden Globe
  - Candidatura per il miglior attore in una mini-serie o film per la televisione a Oscar Isaac
  - Candidatura per la miglior attrice in una mini-serie o film per la televisione a Jessica Chastain

- 2022 - Premio Emmy
  - Candidatura per il miglior attore attore protagonista in una miniserie, serie antologica o film TV a Oscar Isaac